# Куарасанские минеральные воды
Куарасанские минеральные воды — расположены на южном склоне Жетысу Алатау в 23 км к северу от аула Коктал и в 3 км от аула Коктал-Арасан Панфиловского района, на правом берегу реки Борохудзир (Буракожыр), на высоте 1050—1160 м выше уровнем моря. Куарасанские минеральные воды издавна известны целебными свойствами. В 1983 году рядом с родниками пробурены две скважины глубиной 3,6 м и 12,2 м. Вода теплая (26—36°С), минерализация 0,6—1,2 г/л, малощелочная (рН 7,8), химический состав сульфатно-хлористо—натриевый. В составе воды имеются также кремниевая кислота 70—96 мг/л, фтор 7—8 мг/л, литий 0,62 мг/л, стронций 0,5 мг/л, рубидий 0,02 мг/л, радон 46—113 мг/л и другие элементы. Вода используется при лечении сердечно-сосудистой системы и болезней сердца, желудка, в неврологии и гинекологии.